# Rugby Africa Women's Cup 2019
Rugby Africa Women's Cup 2019 fu la 1ª edizione della Coppa d'Africa di rugby a 15 femminile per squadre nazionali.
Organizzata da Rugby Afrique, si tenne a Brakpan, cittadina nei dintorni di Johannesburg in Sudafrica, tra 4 squadre nazionali con la formula del girone unico.
Valida, oltre che come trofeo per designare la squadra campione continentale, anche come qualificazione africana alla Coppa del Mondo di rugby femminile 2021, vide la vittoria delle padrone di casa del Sudafrica, lasciando al Kenya secondo classificato lo spareggio contro la migliore sudamericana per l'accesso al torneo di ripescaggio alla rassegna mondiale.
Dal punto di vista statistico il torneo segnò anche il debutto assoluto della nazionale del Madagascar, che esordì con una sconfitta per 5-35 contro il Kenya.

## Formula
Le quattro squadre si incontrarono con la formula del girone all'italiana in gare di sola andata.
La classifica fu stilata secondo le regole dell'Emisfero Sud, ovvero 4 punti per la vittoria, 2 per il pareggio e zero per la sconfitta; eventuali punti di bonus furono previsti per la squadra perdente con 7 o meno punti di scarto (1 punto) e per la squadra o le squadre che nella stessa partita realizzassero almeno 4 mete (1 punto).
La squadra vincitrice del torneo 2019 fu campione d'Africa e contestualmente guadagnò la qualificazione diretta alla Coppa del Mondo di rugby femminile 2021; la seconda classificata altresì accedette allo spareggio contro la migliore delle sudamericane per guadagnare il diritto a disputare nel 2020 un torneo di ripescaggio.
Il valore delle marcature, come stabilito da World Rugby nel 2017, è: 5 punti per ciascuna meta (7 se trasformata), 7 punti per la meta tecnica, 3 punti per la realizzazione di ciascun calcio piazzato, idem per il drop.

## Squadre partecipanti
- Kenya
- Madagascar
- Sudafrica
- Uganda

## Risultati

### 1ª giornata
| Arbitro: | Saudah Adiru |

|                 |      |                                                                 |
| Rasoanekena 16’ | mt   | 20’, 79’ C. Masinde 35’ Okelo 40’ Olando 52’ D. Awino 68’ Lindo |
|                 | tr   | 40’ Akello                                                      |
|                 | c.p. | 74’ Kalimera                                                    |

| Arbitro: | Precious Pazani |

| |    |             |
| Mkhari 1’, 5’, 18’ Mcatshulwa 10’, 62’ Mpupha 15’, 30’ Latsha 22’ Malinga 26’ Ngxingolo 35’ Webb 38’, 42’, 67’ Shozi 54’, 80’ | mt | 73’ Ayikoru |
| Kinsey 5’, 15’, 22’, 30’, 35’, 38’ Shozi 62’                                                                                  | tr | 73’ Ayikoru |

### 2ª giornata
| Arbitro: | Ashleigh Murray |

|                                                     |      |             |
| Okelo 42’, 48’, 59’ Adhiambo 71’, 75’ Chajira 80+1’ | mt   | 60’ Ajikoru |
| Adhiambo 48’ Awuor Owino 80+1’                      | tr   |             |
| Adhiambo 17’                                        | c.p. |             |

| Arbitro: | Saudah Adiru |

|  |    | |
|  | mt | 3’ Webb 9’, 19’, 31’ Mkhari 21’, 29’ Shozi 37’, 57’ Hele 40+1’, 47’ Malinga 41’ Mpuha 62’, 73’ Ngwevu |
|  | tr | 31’, 38’, 41’, 57’ Kinsey                                                                             |

### 3ª giornata
| Arbitro: | Ashleigh Murray |

|                                     |      |                              |
| Rasoloniaina 43’ Ravololonirina 60’ | mt   | 20’ Nandawula 70’ Kanyunyuzi |
| Holiniaina 60’                      | tr   | 20’ Kyoita                   |
| Holiniaina 28’                      | c.p. | 57’ Kyoita                   |

| Arbitro: | Precious Pazani |

|                                                                         |    |  |
| Mpupha 4’ Gwala 8’ Kinsey 14’ Shozi 23’ Hele 67’ Simmers 75’ Mkhari 79’ | mt |  |
| Kinsey 4’, 8’                                                           | tr |  |

## Classifica
| Pos | Squadra    | G | V | N | P | PF  | PS  | DP   | BMP | Pt |
| --- | ---------- | - | - | - | - | --- | --- | ---- | --- | -- |
| 1   | Sudafrica  | 3 | 3 | 0 | 0 | 201 | 7   | +194 | 3   | 15 |
| 2   | Kenya      | 3 | 2 | 0 | 1 | 72  | 49  | +23  | 2   | 10 |
| 3   | Madagascar | 3 | 0 | 1 | 2 | 20  | 123 | −103 | 0   | 2  |
| 4   | Uganda     | 3 | 0 | 1 | 2 | 27  | 141 | −114 | 0   | 2  |